# Eptá Pigés

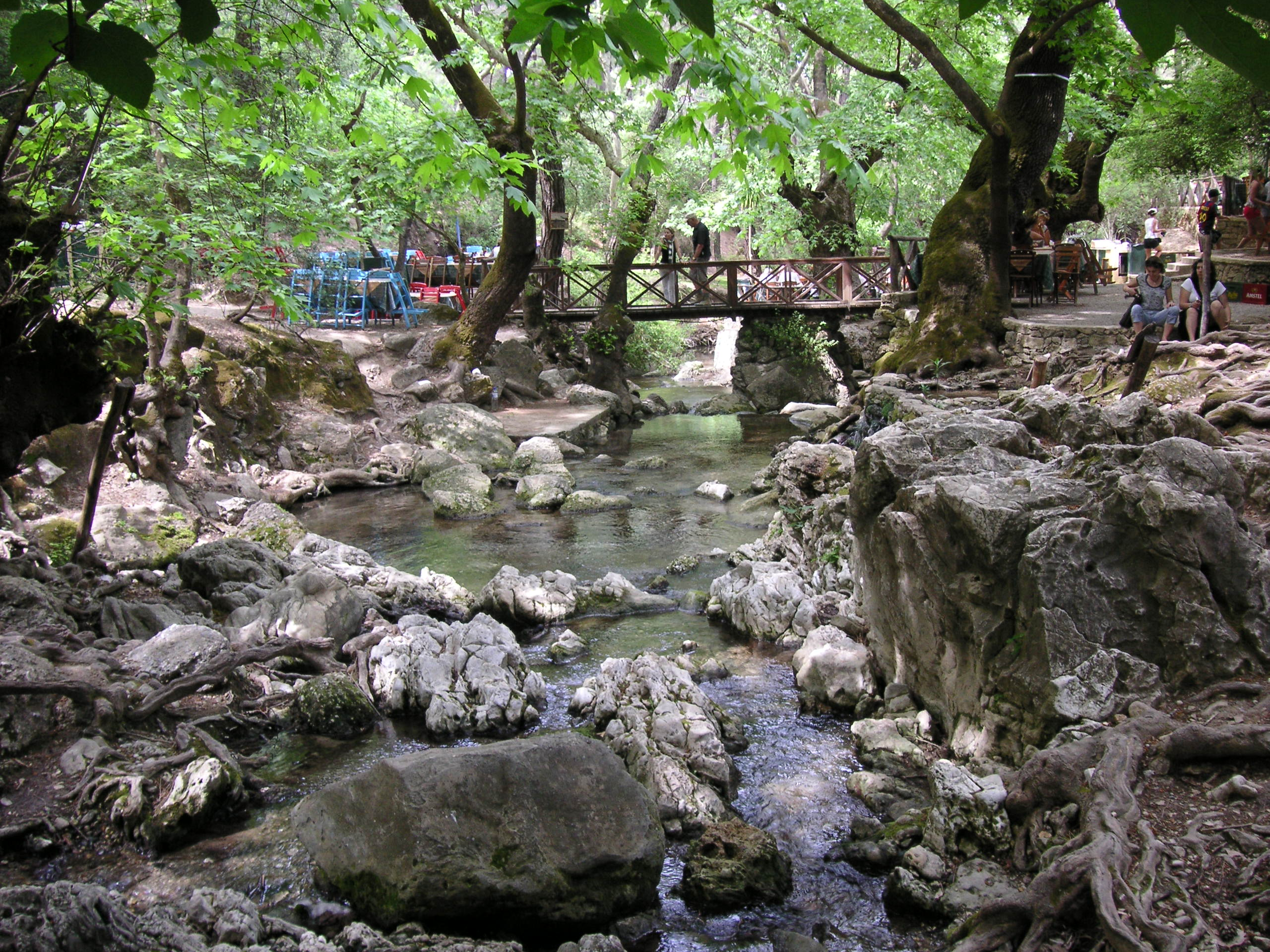
Vue d'ensemble d'Eptá Pigés.

Eptá Pigés (grec moderne : Επτά Πηγές; [ɛpˈta piˈʝɛs]; français : Sept sources) est une zone de sources située au nord de la ville d'Archángelos, dans la partie orientale de l'île de Rhodes, en Grèce,. Elle est située à une distance d'environ quatre kilomètres de la côte.
L'eau d'Eptá Pigés est utilisée depuis plusieurs siècles afin d'irriguer les cultures avoisinantes. Au début du XXe siècle, des ingénieurs italiens conçoivent des conduites d'eau et creusent un lac artificiel dans les environs de la zone. Les Italiens procèdent également à la plantation d'une forêt de pins dans la région d'Eptá Pigés. Aujourd'hui, diverses espèces d'orchidées sont visibles dans la forêt. Des oies, des canards, ainsi que des paons, cohabitent dans la zone des sources. Au sein du lac artificiel, des espèces telles que des crabes, des anguilles, des tortues, ainsi que Ladigesocypris ghigii, une espèce endémique du Dodécanèse et menacée, sont présentes.
Depuis les sources, le lac de retenue est accessible par des canaux, ainsi que par un tunnel de près de 200 mètres. Il existe également des chemins de randonnée menant au lac de retenue.